# Орлов, Яков Иванович
Орлов Яков Иванович (17 мая 1923, Терноватка, Екатеринославская губерния — 26 февраля 1981, Киев) — советский композитор, дирижёр, педагог. Народный артист УССР (1979).

## Биография
Родился 17 мая 1923 года в селе Терноватка Криворожского района.
К музыке приучался родителями и дедом-скрипачом. С 1939 года жил в городе Кривой Рог, где возглавил оркестр народных инструментов при пионерском клубе. В 1940 году поступил в Запорожское музыкальное училище.
Участник Великой Отечественной войны. Член ВКП(б) с 1943 года. 
В 1949 году окончил Львовское музыкальное училище.
В 1954 году окончил Киевскую консерваторию имени Чайковского (класс дирижирования М. Вериковского).
В 1955—1956 годах руководил оркестром армейского ансамбля.
в 1956—1967 годах возглавлял оркестровую группу Государственного украинского народного хора.
В 1967—1970 годах — снова дирижёр оркестра армейского ансамбля.
В 1970—1981 годах — художественный руководитель и главный дирижёр Киевского оркестра украинских народных инструментов МХТ УССР.
В 1980—1981 годах преподавал на музыкально-педагогическом факультете Киевского педагогического института имени М. А. Горького.
Умер 26 февраля 1981 года в Киеве.

## Творческая деятельность
Автор оригинальных произведений и обработок народных произведений для Украинского оркестра народных инструментов и народно-инструментальных ансамблей.

### Произведения
- Бандуристе, орле сизий [Ноти] / сл. Т. Шевченка; обр. Я. Орлова // Співає український народний хор імені Григорія Верьовки: українські народні пісні: [для мішаного хору у супр. фп.] / укл.: А. Т. Авдієвський, З. П. Гаркуша. — Киев: Музична Україна, 1971. — Вип. 1. — С. 106. (укр.)

## Награды
- Заслуженный деятель искусств УССР (1973);
- Народный артист УССР (1979);
- Медаль «За трудовую доблесть» (24 ноября 1960 года) — отмечая выдающиеся заслуги в развитии советской литературы и искусства и в связи с декадой украинской литературы и искусства в гор. Москве[2].